# República Democrática del Congo en los Juegos Olímpicos de la Juventud 2018
La República Democrática del Congo participó en los Juegos Olímpicos de la Juventud 2018 en Buenos Aires, Argentina, celebrados entre el 6 y el 18 de octubre de 2018. Su delegación estuvo conformada por cinco atletas en cuatro disciplinas. No obtuvo medallas en las justas.

## Medallero
| Medalla       | Oro | Plata | Bronce | Total |
| ------------- | --- | ----- | ------ | ----- |
| Total oficial | 0   | 0     | 0      | 0     |

## Disciplinas

### Atletismo
Congo clasificó a una atleta en esta disciplina.
- Eventos femeninos - Bernadette Bingonda

### Judo
Congo clasificó a una atleta en esta disciplina.
- Eventos femeninos - Sarah Kafufula

### Taekwondo
Congo clasificó a un atleta en esta disciplina.
- Individual masculino - Charly Kapashika Lutumba

### Voleibol playa
Congo clasificó a su equipo femenino en esta disciplina, conformado por dos atletas.
- Equipo femenino - 1 equipo de 2 atletas